# 豊田美稲
豊田 美稲（とよだ よしね、天保3年（1832年） - 慶応元年12月25日（1866年2月10日））は、尊王攘夷派の志士。京都での公武合体派一掃を謀るが失敗し、長州に向かう途中備前にて殺害された。

## 略伝
豊田美稲は、天保3年（1832年）に近江国甲賀郡池田村（現滋賀県甲賀市甲南町池田）に生まれた。通称謙次、名は徳隣とも言い、有秋・蛟潭とも号した。幼い時から鋭敏で、読書を好み、剣の修行をよくしたと伝えられる。美稲が生まれた甲賀郡では、天保13年（1842年）唯一一揆側が完全勝利したと言われる近江天保一揆が起こり、一揆は成功したが翌年にかけ一揆参加者への取り調べは激烈を極め、獄死などで多くの犠牲者を出した。少年期にあった美稲にとって近江天保一揆は大きな影響を与えたと考えられる。
数え20歳で家を出て諸国を遊歴し、江戸に入り塚田孔平の門人となり、幕臣で後に外国奉行を務める岩瀬忠震（いわせただなり）邸に寄寓した。美稲が旅に出た後の嘉永5年（1852年）黒船が来航し、世情は騒然とし始めた。嘉永6年（1853年）7月18日、ロシア使節エフィム・プチャーチンが長崎に来航すると、岩瀬忠震は川路聖謨と共に露使応接掛となり、長崎に出向きプチャーチンと国境、和親通商について交渉を行うこととなった。美稲もこれに同道したが、道中故郷甲賀において家の者より強く帰宅を促され、やむを得ず帰郷することとなった。甲賀帰郷時に水口藩尊王攘夷派藩士と交わり、中村栗園・中村確堂・城多董等と親しく交わった。
しかし世情落ち着かぬ状況にあり天下を憂う美稲は京都に赴き各藩志士と交わった。この後、安政6年（1859年）から文久3年（1863年）まで、現岡山県美作市土居の行餘学堂で学問を教え、また文久元年（1861年）以降は同地の志士安東桂次郎が興した学問所においても子弟教育に従事した。この間、文久3年（1863年）に起きた八月十八日の政変で、長州藩が京より追放された。中国地方を拠点とした美稲は、多くの長州藩士とも交流した。
元治元年（1864年）門人安東鉄馬と共に京都に入り、宮部鼎蔵や古高俊太郎・城多董等と京における公武合体派の一掃を計画するが、元治元年6月5日（1864年7月8日）の池田屋事件により、京都での襲撃計画は失敗に終わった。加えて、元治元年7月19日（1864年8月20日）の禁門の変により多くの同志を失った。美稲は池田屋事件当時故郷甲賀にいたため難を逃れることができたが、幕府に追われる身となったため長州人の薬売りに変装し長州へ向かうこととした。
長州へ向かう途上で、美稲は岡山藩家老土倉家の大目付齋藤氏の勧めで、備前国周匝の旅館橘屋に逗留した。美稲は松江藩の軍用金を奪い津山占領の計画を練っていたとされ、この動きに危機を感じた土倉家の家臣田原平左衛門の襲撃を受け、慶応元年12月25日（1866年2月10日）壮絶な斬り合いの後死去した。後日、田原平左衛門も切腹したと伝えられる。明治34年（1901年）12月17日、生前の功により正五位を叙位された。

## 関連事項
豊田美稲に係る書籍
- 「近世殉国詩文」 「山口客舎　豊田美稲」（桑原照登編 松村善助 1880年）
- 「維新史談」 P65「豊田謙次孫子ノ註釈」（松村巌著 田中治兵衛 1893年）
- 「鉄兜及其交友の尺牘」 P43「河野鐵兜　豊田美稻宛」（河野鉄兜著 田中真治編 西播魁新聞社 1929年）
- 「朗吟詩撰 中巻」 P45「偶成（慷慨堂々） 豐田美稻」（吉村岳城著 日本芸道聯盟 1936年）
- 「郷土の十先覚者」 P103「勤皇志士豐田謙次 花土文太郞著」（小林久磨雄編 合同新聞社出版部 1943年）
- 「和気郡史 通史編 中巻3」 P344「豊田謙次の最期」（和気郡史編集委員編 和気郡史刊行会 2002年）